# اوما (روسیه)
اوما (به لاتین: Oma) یک شهرک در روسیه است که در استان آرخانگلسک واقع شده‌است.